# Wilf Chisholm
Wilfred Chisholm (23 tháng 5 năm 1921 – 1962) là một cầu thủ bóng đá người Anh thi đấu ở vị trí thủ môn.